# Dipartimento delle Bocche della Schelda
Dipartimento delle Bocche della Schelda era il nome di un dipartimento del Primo Impero francese, negli attuali Paesi Bassi. Il nome era dovuto alla prossimità della parte terminale del fiume Schelda.
Fu creato il 15 maggio 1810, in seguito all'annessione del Regno d'Olanda da parte della Francia; il capoluogo era Middelburg.
Fu suddiviso negli arrondissement di Middelburg, Goes e Zierikzee.
Si stima che nel 1813, su una superficie di 63.000 ettari (630 km²), avesse 76 820 abitanti.
Il dipartimento fu eliminato con la costituzione del Regno Unito dei Paesi Bassi dopo la sconfitta di Napoleone nel 1814. Il territorio dell'ex dipartimento corrisponde approssimativamente alla provincia della Zelanda, con l'esclusione della regione delle Fiandre zelandesi.

## Suddivisione amministrativa
Il dipartimento era suddiviso nei seguenti arrondissement e cantoni (situazione al 1812):
- Arrondissement di Middelburg (Middelbourg), cantoni: Middelburg (Middelbourg), Veere e Vlissingen.
- Arrondissement di Goes, cantoni: Goes, Heinkenszand, Kortgene (Kortgène) e Kruiningen.
- Arrondissement di Zierikzee (Zierickzée), cantoni: Zierikzee (Zierickzée), Brouwershaven e Tholen.